# ألان بيرسي فلمنج
ألان بيرسي فلمنج (بالإنجليزية: Allan Percy Fleming)‏ هو موظف مدني أسترالي، ولد في 5 مارس 1912 في ملبورن في أستراليا، وتوفي بنفس المكان في 18 يناير 2001.